# Abraxas praepiperata
Abraxas praepiperata är en fjärilsart som beskrevs av Eugen Wehrli 1935. Abraxas praepiperata ingår i släktet Abraxas och familjen mätare. Inga underarter finns listade i Catalogue of Life.